# عنة (إب)
عنه هي إحدى قرى الجمهورية اليمنية. تتبع جغرافيا لمحافظة إب وإداريًا لمديرية العدين. يبلغ تعداد سكانها 1393 نسمة حسب الإحصاء الذي أجري عام 2004.